# Modell der 14 Grundbedürfnisse
Das Modell der 14 Grundbedürfnisse ist eine 1966 von der Pflegewissenschaftlerin Virginia Henderson entwickelte Pflegetheorie. Das Modell ist eines der richtungsweisenden Pflegemodelle des 20. Jahrhunderts und hat eine Reihe der nachfolgend entstandenen Pflegetheorien maßgeblich beeinflusst.

## Grundlagen ihrer Theorie
Der Mensch ist nicht in Einzelheiten zu sehen. Es sollte nicht nur die Krankheit behandelt werden, sondern der Mensch im Ganzen (ganzheitliche Pflege). Es sind Familie, Beruf, soziales Umfeld, Freunde und ganz besonders die Bedürfnisse mit einzubeziehen.
Die Bedürfnisse eines Menschen bilden die Basis in Hendersons Theorie. Die Aufgabe der Pflegekraft ist, den Menschen in dem Fall, dass er selbst seine Bedürfnisse nicht mehr erfüllen kann, bei der Erfüllung der Bedürfnisse zu helfen. Das Hauptaugenmerk hat aber darauf zu liegen, den Menschen dazu anzuleiten, seine Bedürfnisse selbst wieder erfüllen zu können.
Virginia Hendersons Definition sagt aus, dass: „dem kranken oder auch gesunden Menschen bei der Verrichtung von Aktivitäten [geholfen werden solle], die seiner Gesundheit oder Wiederherstellung (oder auch einem friedlichen Sterben) förderlich sind und die er ohne Beistand selbst ausüben würde, wenn er über die dazu erforderliche Stärke, Willenskraft oder Kenntnis verfügen würde. [Die Pflegeperson] leistet ihre Hilfe auf eine Weise, dass der Gepflegte seine Selbständigkeit so rasch wie möglich wiedergewinnt“.
Henderson ist der Meinung, dass jeder Mensch bei seinen Bedürfnisse und deren Befriedigung andere Schwerpunkte legt, abhängig von seiner Kultur, seiner sozialen und individuellen Basis. Die Faktoren, die auf die Bedürfnisse einwirken, seien „sein soziokultureller Hintergrund, seine physischen und psychischen Ressourcen, seine Energie, sein Wille, seine Motivation und sein Alter“ (Henderson 1997). Die wichtigste Funktion der Pflegekraft ist, herauszufinden welche Bedürfnisse der Patient nicht mehr selbst erfüllen kann und wo sie ihn ergänzen muss. Henderson betont, dass die Bedürfnisse des Patienten nicht unüberprüft festgelegt werden dürfen, sondern dass die Pflegekraft in Zusammenarbeit mit dem Patienten, unterstützt durch ihr Beobachtungsgeschick, die Bedürfnisse einschätzt und Lösungsmöglichkeiten erarbeiten muss.

## Modell der Grundbedürfnisse nach Henderson
Henderson hat 14 Grundbedürfnisse festgelegt, die ihrer Meinung nach für jeden Menschen die Grundlage sind und nach diesen eine Einschätzung erfolgen sollte. Henderson war der Meinung, dass das psychische Gleichgewicht untrennbar mit dem physischen Gleichgewicht verbunden ist. Die maslowsche Bedürfnishierarchie, die mit den physischen Bedürfnissen beginnt und bei den psychosozialen Komponenten endet, lässt sich in den 14 Elementen wieder finden. Die Pflegekraft leistet Hilfe, wo nötig, und schafft Bedingungen, unter denen der Patient diese Aktivitäten selbständig durchführen kann. Nach Henderson gehören zu den Grundbedürfnissen:
1. normale Atmung,
2. angemessene Nahrungs- und Flüssigkeitsaufnahme,
3. Ausscheidung mittels aller Ausscheidungsorgane,
4. Bewegung und Einhaltung der gewünschten Lage,
5. Ruhe und Schlaf,
6. Auswahl passender Kleidung, An- und Ausziehen,
7. Aufrechterhaltung normaler Körpertemperatur,
8. Sauberkeit und Körperpflege, Schutz des Äußeren,
9. Vermeidung von Gefahren in seiner Umgebung und einer Gefährdung anderer,
10. zum Ausdruck bringen von Empfindungen, Nöten, Furcht oder Gefühlen im Umgang mit anderen,
11. seiner religiösen Überzeugung nachgehen
12. befriedigende Beschäftigung,
13. Spiel oder Teilnahme an verschiedenen Unterhaltungsformen
14. lernen, entdecken oder befriedigen der Wissbegier, die zu einer normalen Entwicklung und Gesundheit führen,
15. Nutzung der vorhandenen Gesundheitsversorgungseinrichtungen.

Henderson hat ursprünglich 15 Grundbedürfnisse genannt. Von diesen 15. sind allerdings nur die ersten 14 von den Folgeautoren genannt worden, die Hendersons Arbeit als Grundlage genommen haben. Virginia Hendersons Modell ist als Modell der 14 Grundbedürfnisse bekannt geworden.
Für Henderson stand fest, dass die Pflegekraft für die Erfüllung der Bedürfnisse des Patienten verantwortlich und zuständig ist.
Nach Henderson hat der Patient der Mittelpunkt für alle therapeutisch Beteiligten zu sein. Die Pflege hat sich nicht durch nichtpflegerische Tätigkeiten von ihrer Aufgabe abhalten zu lassen, wie etwa bürokratische oder administrative Tätigkeiten. In Notsituationen hat die Pflegekraft, falls der Arzt nicht zugegen sein sollte, für diesen einzuspringen. Für den Pflegenden hat die Unterstützung des Patienten und die Wiederherstellung seiner Selbstständigkeit oberste Priorität. Das Ziel muss sein eine Gesundheitsförderung, eine Heilung oder einen friedvollen Tod zu ermöglichen. Die Pflegekraft muss für alle Belange, die den Patienten in seinen Bedürfnisse einschränken, ihn unvollständig machen, da sein. Sie muss es sein, die für seine „Einschränkungen“ eintritt und mit allen Mitteln versuchen muss, diese zu kompensieren und zu ergänzen, damit der Patient wieder „vollständig ist“.
Henderson wusste, dass dies ein fast unlösbares Problem für die Pflegekraft darstellt.
Henderson fasste es so zusammen:

„Sie ist eine Zeitlang für den Bewusstlosen sein Bewusstsein, für den Selbstmordgefährdeten die Liebe zum Leben, für den Amputierten das Bein, für den gerade Erblindeten seine Augen, für das Kleinkind das Fortbewegungsmittel, für die junge Mutter Wissen und Zuversicht, für diejenigen, die zu schwach oder zu kontaktarm sind, um sich mitzuteilen, das „Sprachrohr“ und so weiter.“

Henderson ist es aber auch wichtig, dass der Patient, soweit es ihm möglich ist, Mitarbeit leistet. Als Grundlage muss allerdings der Pflegeplan mit dem Patienten besprochen werden. Denn nur dann versteht der Patient den gesamten Vorgang, dessen Mittelpunkt er ist. Nur so ist es ihm möglich, mitzuarbeiten und seine Genesung zu beschleunigen. Henderson hat nie selbst eine Definition von Gesundheit entwickelt, aber es ist anzunehmen, dass sie einen Menschen als gesund ansieht, wenn er alle 14/15 Grundbedürfnisse ohne jegliche Hilfe selbst wahrnehmen kann, also unabhängig ist. Für Henderson war auch der Tod für die Pflege eine wichtige Aufgabe und dieser darf nicht ausgeschlossen werden. Die Pflegekraft kann viel für einen friedvollen Tod beitragen, indem sie es dem Patienten so angenehm und behaglich macht, wie es nur möglich ist. Nach Henderson hat die Pflege nicht nur die Förderung der Gesundheit zu beachten, sondern auch die Möglichkeit des Sterbens.
Nach Henderson ist die Pflege eine Dienstleistung, bei der von der Pflegekraft mehr gefordert wird, als das in der Ausbildung erlangte Fachwissen. Eine Pflegekraft muss sich in ihre Patienten hineinfühlen, versuchen zu fühlen und zu denken wie er (Empathie).
Der Patient muss merken, dass die Pflegekraft alles Erdenkliche tut, um mit ihm mitzufühlen. Die Pflegekraft darf ihre eigenen Bedürfnisse und Wünsche nicht als Maßstab nehmen. Jeder Mensch hat andere Schwerpunkte in seinem Leben. Die Pflegekraft muss die Bedürfnisse des Patienten als Grundlage ihrer Arbeit sehen. Sie muss seinen Vorstellungen von Gesundheit, Heilung und einem friedvollen Tod entsprechen und versuchen, seinen Vorstellungen gerecht zu werden.
Um die Abhängigkeit eines Patienten anschaulich zu machen, hat Henderson ein Kreisdiagramm-Modell entworfen. Je nach Pflegebedarf teilen sich die einzelnen Sektoren des Diagramms ein. Je weniger ein Patient für sich selbst tun kann, umso kleiner wird sein Anteil an dem Kreisdiagramm und umso größer werden die Teile aller an der Gesundung des Patienten beteiligten. Vergleicht man das Kreisdiagramm mit einer Torte, hat der Patient ein Ziel: „Das Ziel des Patienten ist es, das größtmögliche Stück der Torte zu bekommen oder die ganze Torte zu haben“. Auf dieses Ziel muss jede Pflegekraft hinarbeiten.
Die Verbindung der Pflegetheorie von Virginia Henderson mit dem Gestaltkreismodell des Internisten Viktor von Weizsäcker sowie dem Regelkreismodell des Medizinhistorikers Heinrich Schipperges erfolgte an der Schwesternschule der Universität Heidelberg in Verbindung mit dem Institut für Geschichte der Medizin der Universität Heidelberg durch die Pflegewissenschaftlerin Antje Grauhan. Die Schwesternschule der Universität Heidelberg war die erste universitäre Institution, die nach dem Zweiten Weltkrieg in Deutschland mit der Pflegetheorie von Virginia Henderson arbeitete.

## Zielsetzung ihrer Theorie
Hendersons Ziele waren:
- Klarzumachen, dass jeder Mensch Grundbedürfnisse hat und dass diese, wenn sie eingeschränkt sind, von einer Pflegekraft übernommen werden müssen.
- Jeder Mensch ist ein Individuum und muss auch so gesehen werden.
- Das Wohl des Patienten steht im Vordergrund.
- Es ist immer nach den Wünschen des Patienten zu handeln.
- Versuchen mit allen Mitteln dem Patienten wieder eine Unabhängigkeit zu ermöglichen.
- Der Patient ist nicht allein zu sehen, sondern auch sein Umfeld (Familie, Beruf usw.).
- Der Patient ist in die Pflege weitestgehend mit einzubeziehen.

## Professionelle Pflege
Für Henderson ist professionelle Pflege, die Bedürfnisse des Patienten wahrzunehmen, diese im Bedarfsfall zu ergänzen und dem Patienten wieder eine Unabhängigkeit zu ermöglichen.
Allerdings hat sich die Pflege auch am ärztlichen Behandlungsplan zu orientieren und ist somit auch vom zuständigen Arzt abhängig. Die Pflegekraft muss somit auch die ärztlichen Anweisungen mit in ihren Pflegeplan mit aufnehmen.

## Art der pflegerischen Beziehung/Interaktion
Die Beziehung zwischen Patient und Pflegekraft verläuft auf verschiedenen Ebenen, von sehr abhängig bis völlig unabhängig. Die Ebenen stellen sich folgendermaßen dar:
1. die Krankenschwester als ein Ersatz für den Patienten,
2. die Krankenschwester als ein Helfer für den Patienten und
3. die Krankenschwester als Partnerin des Patienten.

Dies bedeutet, dass anfangs die Pflegekraft ein Ersatz für einige oder alle Bedürfnisse des Patienten ist. Wenn die Pflege erfolgreich ist, sollte der Patient immer mehr seiner Bedürfnisse wieder selbst befriedigen können. In dieser Phase sollte die Pflegekraft nur noch als Helfer fungieren. Im Idealfall sollte der Patient wieder unabhängig werden.
Dem Patienten sollte es ermöglicht werden, seinen gewohnten Tagesablauf weitestgehend beizubehalten. Die Pflegekraft sollte den Tagesablauf des Patienten so normal halten wie möglich.